# Prix Eppendorf pour jeunes chercheurs européens
Le Prix Eppendorf pour jeunes chercheurs européens est une récompense scientifique allemande crée en 1995. Le prix, doté de 20000 euros, est décerné par la société Eppendorf  en partenariat avec la revue Nature. Il récompense chaque année un jeune chercheur de moins de 35 ans pour ses contributions exceptionnelles à la recherche biomédicale en Europe fondée sur des méthodes de biologie moléculaire.

## Lauréats
- 2024 : Clemens Plaschka[2]
- 2023 : Maurice Michel
- 2022 : Thi Hoang Duong Nguyen
- 2021 : Tanmay Bharat
- 2020 : Randall Platt
- 2019 : Georg Winter
- 2018 : Andrea Ablasser
- 2017 : Tom Baden
- 2016 : Adrian Liston (en)
- 2015 : Thomas Wollert
- 2014 : Madeline Lancaster (en)
- 2013 : Benjamin Lehner
- 2012 : Elizabeth Murchison
- 2011 : Suzan Rooijakkers
- 2010 : Non décerné
- 2009 : Óscar Fernández-Capetillo (es)
- 2008 : Simon Boulton (en)
- 2007 : Monica Bettencourt-Dias (en)
- 2006 : Luca Scorrano (en)
- 2005 : Thomas Helleday
- 2004 : Patrick Cramer (en)
- 2003 : Silvia Arber
- 2002 : Thomas Tuschl (en)
- 2001 : Andreas Mayer
- 2000 : Dario Alessi (en)
- 1999 : Jean Pieters (en)
- 1998 : Michael Wegner
- 1997 : Helena Edlund
- 1996 : Ueli Sutter
- 1995 : Stephen Jackson (en)[1].